# Hipervisor
Hipervisor (superlatiu de supervisor) en Informàtica, també anomenat monitor de màquines virtuals o en sigles angleses VMM, és un programari que explota la capacitat de virtualització de determinats ordinadors i facilita el funcionament simultani de diferents sistemes operatius en la mateixa màquina.
És una extensió dels programes anomenats "Supervisors" que monitoraven el funcionament d'un sistema operatiu.
N'hi ha de dos tipus:
Tipus 1 o nadiués aquell que constitueix la primera capa de programari i controla el maquinari, hostatjant els diversos sistemes operatius.
Aquesta és la implementació clàssica de l'arquitectura de màquines virtuals. L'hipervisor original va ser CP/CMS desenvolupat a IBM en els 1960's i antecessor de l'actual z/VM de IBM.
Exemples més recents són 
- Oracle VM
- VMWare ESX Server
- LynxSecure de LynuxWorks
- micronuclis L4
- XtratuM de la Universitat Politècnica de València
- Adeos de codi obert.

Tipus 2 o hostatjatés aquell que s'executa dins un sistema operatiu. Els sistemes operatius que hostatjaria al seu torn serien la tercera capa de programari.
Entre els exemples hi ha:
- VMWare Server
- QEMU (de codi obert)
- Microsoft Virtual PC
- Microsoft Virtual Server
- VirtualBox de Sun
- Parallels Workstation
- Parallels Desktop

Tipus 1+ o híbridés aquell que constitueix la primera capa de programari i a més de màquines virtuals hostatja processos nadius de temps real o de seguretat crítica.
Entre els exemples hi ha:
- Integrity de Green Hills Software